# قرن (شجر)
شجرة القَرْن من الأشجار المعمرة توجد منها أنواع عديدة في أوروبا وروسيا وأمريكا, تعتبر شجرة القَرْن من الأشجار الطويلة حيث يصل أرتفاعها إلى حوالي 24 متر.
خشب شجرة القَرْن غالي الثمن لصلابته العالية ويستخدم في صناعات متخصصة جدا, مثل بعض أجزاء مكائن النسيج.

## موقع خارجي
موقع يحوي معلومات قيمة عن شجرة القَرْن وأخشابها واستخداماتها.